# Polanco (Zamboanga del Norte)
Polanco es un municipio de Tercera Clase de la provincia en Zamboanga del Norte, Filipinas. De acuerdo con el censo del 2000, tiene una población de 34,557 en 7,092 hogares. 
La mayor parte de la tierra de Polanco la posee una sola familia muy rica de apellido Realiza, dejada a Gaudencio N. Realiza en tiempos del régimen colonizador estadounidense en las Filipinas. En el presente, esta familia posee la mayor parte de Labrador (Prinda), Bethlehem, Dansullan, Guinles, Macleodes, Sicayab nuevo, Lebangon nuevo, Sianib, y el río de Obay.El río Dipolog es la ruta principal para ellos de buscar más tierra.

## Barangays
Polanco está políticamente subdividida en 30 barangays.
| - Anastacio - dwasdf - Bethlehem - Dangi - Dansullán - De Venta Perla - Guinles - Isis - Labrador (Prinda) - Lapayanbaja - Letapan - Linabo - Lingasad - Macleodes - Magangón | - Maligaya - Milad - Nuevo Lebangón - Nueva Sicayab - Obay - Pian - Población Norte - Población Sur - San Antonio (Paetán) - San Miguel (Loboc) - San Pedro - Santo Niño (Lantoy) - Sianib - Silawe - Villahermosa |